# Джеймс-Колльер, Роб
Ро́берт «Роб» Джеймс-Коллье́р (англ. Robert «Rob» James-Collier, род. 23 сентября 1976, Стокпорт, Большой Манчестер, Англия) — английский актёр и модель.

## Биография
Роберт Джеймс-Колльер родился в Стокпорте, Большой Манчестер. Окончил школу Святого Патрика в Эклсе. Колльер имеет степень университета Хаддерсфилд и Манчестерского института науки и технологий.

## Карьера
В 2006 году Колльер получил эпизодическую роль в телевизионной драме «Новая улица закона» и сериале «Бесстыдники». В том же году он присоединяется к актёрскому составу телесериала «Улица коронаций». В октябре 2008 года Колльер покинул шоу. С 2010 по 2015 года актёр исполнял роль Томаса Барроу в телесериале «Аббатство Даунтон». С 2019 года по настоящее время исполняет роль замдиректора школы Мартина Эвершеда в телесериале Экли Бридж. В 2021 году в свет вышел фэнтезийный телесериал «Судьба: Сага Винкс», основанный на мультсериале «Клуб Винкс», где Роберт сыграл роль руководителя специалистов — Сильвы. В 2019 и 2022 году снова вернулся к роли Томаса Барроу в двух полнометражных фильмах.

## Личная жизнь
У Колльера есть сын, рождённый в 2010 году.

## Фильмография
| Год       |    | Русское название      | Оригинальное название | Роль                                                                   |
| --------- | -- | --------------------- | --------------------- | ---------------------------------------------------------------------- |
| 2005      | тф | Идеальный день        | Perfect Day           | Алекс                                                                  |
| 2005      | с  | Вниз к земле          | Down to Earth         | Ники (5 сезон, 10 эпизодов)                                            |
| 2006      | с  | Бесстыдники           | Shameless             | Стад(эпизод 3.04)                                                      |
| 2006      | с  | Катастрофа            | Casualty              | Мартин (эпизод 20.37 «Секреты и ложь»)                                 |
| 2006      | с  | Дэлзил и Пэскоу       | Dalziel and Pascoe    | Саймон (эпизод 11.02 «Пещерная женщина»)                               |
| 2006—2008 | с  | Улица Коронации       | Coronation Street     | Лиам Коннор (330 эпизодов)                                             |
| 2010—2015 | с  | Аббатство Даунтон     | Downton Abbey         | Томас Барроу (25 эпизодов)                                             |
| 2011      | ф  | Наёмники              | Mercenarie            | Каллум                                                                 |
| 2011—2013 | с  | Двигаться дальше      | Moving On             | Клайв (эпизод 3.01 «Молочник») Эйден (эпизод 4.02 «Порядок посещения») |
| 2012      | с  | Личная жизнь          | Love Life             | Джо                                                                    |
| 2012      | с  | Отчёт Кольбера        | The Colbert Report    | Томас Барроу (эпизод 9.38 «Симона Кэмпбелл»)                           |
| 2012      | ф  | Спайк Айленд          | Spike Island          | Мистер Миллиган                                                        |
| 2013      | ф  | Вейландская песня     | Wayland's Song        | Джон                                                                   |
| 2016      | с  | Уровень               | The Level             | Кевин О'Дауд                                                           |
| 2016      | ф  | Сопровождающий        | The Attendant         | Алекс (короткометражный)                                               |
| 2017      | ф  | Рождественская звезда | A Christmas Star      | Пэт МакКеррод                                                          |
| 2017      | ф  | Ритуал                | The Ritual            | Хатч                                                                   |
| 2018      | с  | Городские мифы        | Urban Myths           | Полковник Арчи Кристи (эпизод 2.06 «Агата Кристи»)                     |
| 2019      | с  | Смерть в раю          | Death in Paradise     | Оливер Карр (эпизод 8.01)                                              |
| 2019      | с  | Вера                  | Vera                  | Ричарл (эпизод 9.03 «Холодная река»)                                   |
| 2019      | ф  | Аббатство Даунтон     | Downton Abbey         | Томас Барроу                                                           |
| 2021      | с  | Судьба: Сага Винкс    | Fate: The Winx Saga   | Сол Сильва                                                             |

## Видеоигры
| Год  | Название          | Роль                            | Примечание         |
| ---- | ----------------- | ------------------------------- | ------------------ |
| 2013 | Ryse: Son of Rome | дополнительные голоса (озвучка) | Разработчик Crytek |